# 珠芽狗脊
珠芽狗脊（学名：Woodwardia prolifera）为乌毛蕨科狗脊属下的一个种。